# تری والس
تری والس (انگلیسی: Terri Welles؛ زادهٔ ۲۱ نوامبر ۱۹۵۶) یک هنرپیشه اهل ایالات متحده آمریکا است. 